# Metschnikowia lachancei
Metschnikowia lachancei är en svampart som beskrevs av Gim.-Jurado, Kurtzman, Starmer & Spenc.-Mart. 2003. Metschnikowia lachancei ingår i släktet Metschnikowia och familjen Metschnikowiaceae.   Inga underarter finns listade i Catalogue of Life.